# Majar (Chorwacja)
Majar – wieś w Chorwacji, w żupanii osijecko-barańskiej, w gminie Levanjska Varoš. W 2011 roku liczyła 148 mieszkańców.